# Europeiska unionens militära kommitté
Europeiska unionens militära kommitté (EUMC), eller enbart militärkommittén, är en kommitté inom Europeiska unionens råd som understöder politiska beslut inom den gemensamma säkerhets- och försvarspolitiken när militär sakkunskap krävs. Militärkommittén består av en ordförande samt medlemsstaternas överbefälhavare eller företrädare för dessa. Den inrättades av rådet den 9 april 2001, och ersatte då det interimistiska militära organ som hade inrättats den 1 mars 2000.

## Sammansättning och funktionssätt

Militärkommitténs emblem

Militärkommittén är en av de kommittéer och arbetsgrupper inom Europeiska unionens råd som inrättats för att bereda rådets arbete. Dess sammansättning och funktionssätt regleras av ett beslut som antogs av rådet den 22 januari 2001.
Militärkommittén kan sammanträda på två olika nivåer: överbefälhavarnivå och militärrepresentationsnivå. Sammanträdena äger rum regelbundet i Bryssel, Belgien, men överbefälhavarna sammanträder i regel endast två gånger per år. Vid övriga sammanträden företräds överbefälhavarna av sina militära representanter, som vanligtvis är två- eller trestjärniga generaler eller amiraler. Därutöver deltar även ordföranden för militärkommittén i dess arbete.

### Ordförande

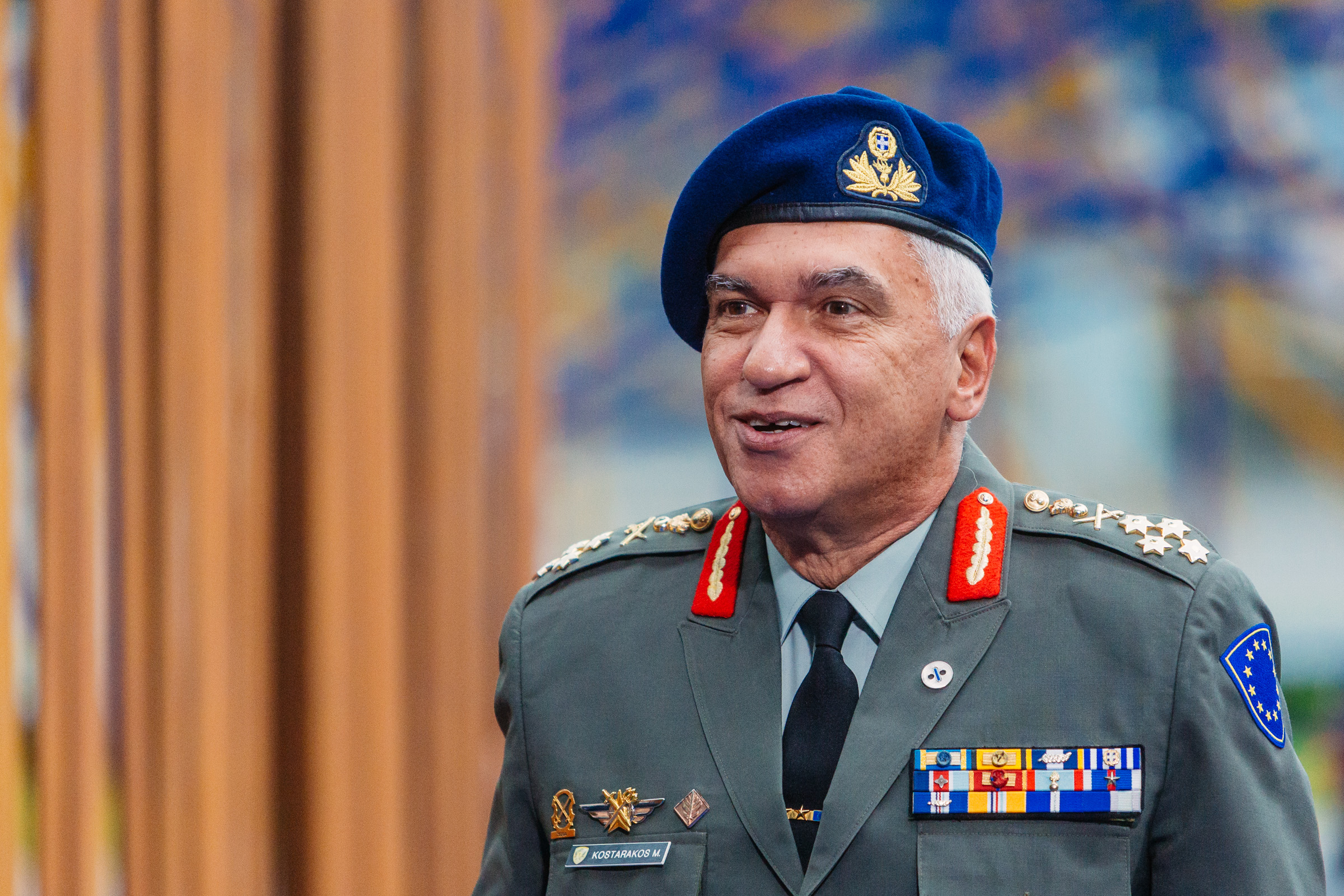
Mikhail Kostarakos var militärkommitténs ordförande 2015–2018.

Till skillnad från de flesta andra förberedande organen inom rådet leds militärkommittén av en egen ordförande och inte av företrädaren för den medlemsstat som innehar det roterande ordförandeskapet i Europeiska unionens råd. Ordföranden utses av rådet på rekommendation av militärkommittén, som fattar sitt beslut på överbefälhavarnivå, för en period av tre år. Han eller hon är en fyrstjärnig general eller amiral och ska i regel tidigare ha tjänstgjort som överbefälhavare i någon av unionens medlemsstater.
Ordföranden är ansvarig inför militärkommittén och leder dess sammanträden. Han eller hon företräder militärkommittén i dess förbindelser med rådet och kommittén för utrikes- och säkerhetspolitik. När rådet sammanträder för att fatta beslut som får konsekvenser för försvarspolitiken närvarar ordföranden. Därutöver fungerar ordföranden som militär rådgivare åt den höga representanten för utrikes frågor och säkerhetspolitik och biträds av bland annat unionens militära stab.
General Gustav Hägglund utsågs den 9 april 2001 till den första ordföranden för militärkommittén samtidigt som dess verksamhet påbörjades. Han efterträddes den 9 april 2004 av general Rolando Mosca Moschini. Den 6 november 2006 tillträdde general Henri Bentégeat som ny ordförande, och ersattes den 6 november 2009 av general Håkan Syrén. Syrén ersattes av general Patrick de Rousiers den 6 november 2012, som därefter ersattes av general Mikhail Kostarakos den 6 november 2015. Han ersattes av general Claudio Graziano den 6 november 2018. Hans mandatperiod förlängdes i juli 2021 fram till och med den 31 maj 2022.
Den nuvarande ordföranden är general Robert Brieger sedan den 1 juni 2022. Han kommer att efterträdas av general Seán Clancy den 1 juni 2025, enligt beslut av Europeiska unionens råd.

## Funktioner och befogenheter
Militärkommittén är det högsta militära organet inom rådet och har till uppgift att ge kommittén för utrikes- och säkerhetspolitik råd och rekommendationer i unionens alla militära angelägenheter. Den sköter också den militära ledningen för all militär verksamhet inom unionen och fyller en rådgivande funktion i militära frågor. Militärkommittén fungerar som ett forum för militärt samråd och samarbete mellan medlemsstaterna för konfliktförebyggande åtgärder och krishantering.
I krishanteringssituationer kan militärkommittén på begäran av kommittén för utrikes- och säkerhetspolitik ge chefen för unionens militära stab i uppgift att utarbeta och lägga fram strategiska militära alternativ. Dessa militära alternativ bereds av militärkommittén innan de översänds till kommittén för utrikes- och säkerhetspolitik. Därutöver övervakar militärkommittén genomförandet av militära operationer på unionens vägnar.